# Hispanic Soul
Hispanic Soul —en español: Alma Hispana— es el primer álbum de estudio del cantante puertorriqueño de rap y hip hop Vico C, publicado el 13 de agosto de 1991 por Prime Records. El álbum contiene el sencillo «Bomba para afincar», que logró una gran recepción comercial en Latinoamérica y es considerada por muchos conocedores del género urbano como la primera canción de reggaetón de la historia.

## Contexto y producción
Hispanic Soul fue grabado entre 1990 y 1991 en Unicor Studio, San Juan, Puerto Rico, y representó un punto de inflexión en la carrera de Vico C al consolidar su estatus como pionero del rap en español. El álbum experimentó con diversos géneros musicales, fusionando el hip hop con elementos de reggae, merengue, salsa, eurodance y ritmos caribeños, estableciendo así las bases de lo que posteriormente se conocería como reggaetón.
En el contexto musical de 1991, mientras El General era reconocido por su raggamuffin y reggae en español, Vico C se distinguió por desarrollar un concepto novedoso: el "rap en español", que abarcaba todo el movimiento urbano de la época.

## Recepción comercial
Al cierre de la década de 1980, la producción independiente anterior de Vico C, "La recta final", ya había vendido más de 30 000 unidades en el mercado puertorriqueño. Con Hispanic Soul, Vico C consolidó su presencia en América Latina, y el álbum se convirtió en un éxito que pavimentó el camino para sus futuras producciones.

## Diversidad musical
El álbum destacó por su experimentación con múltiples géneros:
- Merengue: «Te voy a tomar»
- Reggae: «Bomba para afincar»
- Salsa y ritmos caribeños: «La inglesa», «No podemos fingir»
- Eurodance: «I Like It»
- Hip hop tradicional: «Tradición»

Esta diversidad musical demostró la versatilidad de Vico C y su capacidad para fusionar diferentes estilos, estableciendo un precedente para el desarrollo posterior del género urbano.

## Lista de canciones
| N.º             | Título                     | Duración        | Compositor(es)  | Productor(es)/Arreglos                                              | Notas adicionales                                         |
| --------------- | -------------------------- | --------------- | --------------- | ------------------------------------------------------------------- | --------------------------------------------------------- |
| 1               | «Tradición» (Radio Edit)   | 4:19            | Vico C          | Productor, editor, arreglos, grabación y mezcla: Barón López        |                                                           |
| 2               | «Te voy a tomar»           | 4:03            | Vico C          | Arreglos de merengue: Israel Casado Mezcla y grabación: Diana Ortiz | Fusión con merengue                                       |
| 3               | «Bomba para afincar»       | 3:34            | Vico C          | Productor, editor, arreglos, grabación y mezcla: Barón López        | Considerada la primera canción de reggaetón               |
| 4               | «Yogurt»                   | 4:04            | Vico C          | Mezcla: Barón López, Efraim De Luna                                 |                                                           |
| 5               | «No podemos fingir»        | 5:02            | Vico C          | Productor, editor, arreglos, grabación y mezcla: Barón López        | Fusión con salsa y ritmos caribeños                       |
| 6               | «I Like It»                | 3:45            | Vico C          | Productor, editor, arreglos, grabación y mezcla: Barón López        | Mezcla con eurodance                                      |
| 7               | «Dulce, sexy, sensual»     | 3:23            | Vico C          | Productor, editor, arreglos, grabación y mezcla: Barón López        |                                                           |
| 8               | «La inglesa»               | 3:21            | Vico C          | Mezcla: Barón López, Efraim De Luna                                 | Fusión con salsa y ritmos caribeños                       |
| 9               | «Quitarme tu amor»         | 3:57            | Vico C          | Productor, editor, arreglos, grabación y mezcla: Barón López        |                                                           |
| 10              | «Tradición» (Long Version) | 5:26            | Vico C          | Productor, editor, arreglos, grabación y mezcla: Barón López        | Solo disponible en algunas ediciones (Bolivia, Venezuela) |
| Duración total: | Duración total:            | Duración total: | Duración total: | Duración total:                                                     | 40:57                                                     |

### Ediciones especiales
Ciertas ediciones del álbum, particularmente las versiones boliviana (Santa Fe Records) y venezolana, incluyen la versión extendida de «Tradición» como pista adicional. La edición boliviana fue manufacturada por Santa Fe Records bajo licencia de Prime Records (Prime LP-1014) en La Paz, Bolivia.

## Personal

### Músicos
- Vico C - Voz principal, compositor, arreglos
- Cheni Rodríguez - Guitarra
- Ramón Vázquez - Bajo
- Emilio Pérez - Tamborines
- Ángel Luis Díaz - Güira
- Freddy Camacho - Conga, timbales, bongó
- Pedro Mateo - Trompeta
- Eduardo Mateo - Saxofón
- D.J. Negro - Scratches

### Coros
- Vivian Martínez
- Lizzy Estrella
- Laura Soto
- Ángel López
- Lizyi
- Barón López

### Producción
- Barón López - Productor principal, edición, arreglos, grabación y mezcla (B.L. Producción)
- Eduardo Reyes - Coproductor, programación de teclado, sampling con EMU III y piano acústico
- Diana Ortiz - Grabación y mezcla adicional
- Efraim De Luna - Mezcla adicional (pistas 4, 8)
- Jorge Oquendo y Miguel Correa - Productores ejecutivos
- Israel Casado - Arreglos de merengue

### Arte y diseño
- Johnny Oquendo - Diseño gráfico y dirección artística
- K-3RL - Diseño gráfico (Caracas, Venezuela)

## Información técnica
- Grabado y mezclado en: Unicor Studio, San Juan, Puerto Rico
- Formato original: LP, posteriormente CD
- Copyright: (P) & (C) 1990 Prime Records Enterprises, Inc.
- Catálogo original: Prime LP-1014
- Edición boliviana: Santa Fe Records SFR-047 (Código: D.L. 4-4-093-92)

## Legado e influencia
Hispanic Soul estableció a Vico C como el pionero del rap en español y sentó las bases para el desarrollo del reggaetón. El álbum demostró que era posible crear música urbana en español que fusionara exitosamente diferentes géneros latinos con el hip hop, influenciando a toda una generación de artistas posteriores.
La diversidad musical del álbum, que experimentaba con merengue, reggae, salsa y eurodance, estableció un precedente para la versatilidad que caracterizaría al género urbano en las décadas siguientes. «Bomba para afincar» en particular se convirtió en un hito histórico al ser reconocida como la primera canción de reggaetón, años después.

## Videos oficiales
- "Vico C - Bomba Para Afincar" en YouTube.